# Saype
Saype   (Belfort, 17 de febrer de 1989) és un artista contemporani francès. És conegut per crear frescos gegants d'un estil proper a l'hiperrealisme, creats a la natura a partir d'una pintura biodegradable que va inventar ell mateix. El 2019, Forbes el va incloure a la seva llista anual de 30 personalitats menors de 30 anys en l'àmbit de l'art i la cultura a Europa. El seu pseudònim es forma a partir de la contracció de «say» i «peace».

## Biografia
Saype es va formar com a infermer i va exercir aquesta professió paral·lelament a la seva activitat artística durant prop de 7 anys. Creu que la seva primera feina va tenir un impacte en la seva obra apropant-lo a «qüestions existencials com el patiment dels éssers humans».
L'any 2015, va produir la seva primera obra en plena natura, L'Amour, als Alps francesos, sobre un prat, que representa el bust d'una dona. Aleshores era el fresc sobre herba més gran del món. Després, ha batut aquest rècord de 1.200 m² diverses vegades.
El 2018 es va unir a l'associació SOS Méditerranée i va crear el fresc Message from Future prop de l'Oficina de l'Organització de les Nacions Unides a Ginebra. L'objectiu del projecte és retre homenatge als voluntaris de l'associació que ajuden els migrants al mar. L'acció també empeny els càrrecs electes a demanar al govern que ofereixi una bandera suïssa al vaixell de rescat Aquarius aleshores bloquejat al moll.
El 15 de juny de 2019, Saype va presentar el seu projecte anomenat Beyond Walls, que pretén connectar els cinc continents mitjançant la cadena humana simbòlica més gran del món. La primera parada va ser al Camp de Mart, als peus de la Torre Eiffel, a París. Per a la realització de l'obra, el Camp de Mart va estar tancat al públic durant dues setmanes. El fresc de 600 m de llarg representava unes mans que s'agafen. Entre el 2019 i el 2020, més de deu ciutats van estar associades al projecte. El 2020, va connectar Ouagadougou, Yamoussoukro, Torí i Istanbul. L'any 2021, Saype va pintar a Philippi (Ciutat del Cap), a la ciutat de Ganvié (al sud de Benín), marcada per un passat d'esclavitud, i va exposar a l'Exposició Universal de Dubai.
El 2022, va participar en la Biennal de Venècia amb un fresc a la deriva al Gran Canal. El 2021 i el 2022, Saype va pintar davant de la seu de les Nacions Unides a Nova York, Ginebra i Nairobi, amb motiu del 75è aniversari de l'organització. El seu tríptic World in Progress es descriu com «un missatge d'esperança», que representa la creació d'un món ideal imaginat per dos nens.